# Luftschutzstollen

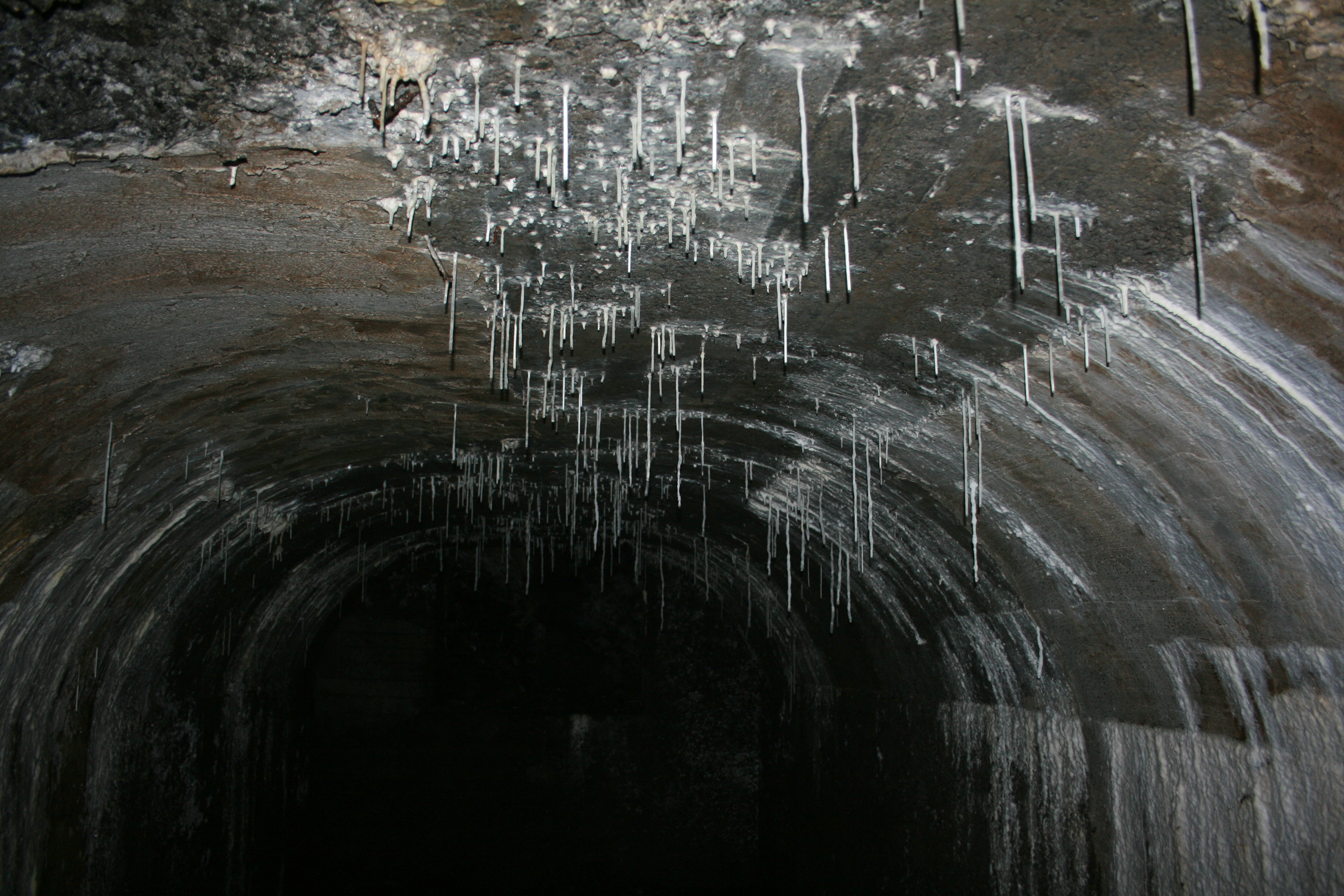
Beispiel eines Luftschutzstollens in Iserlohn

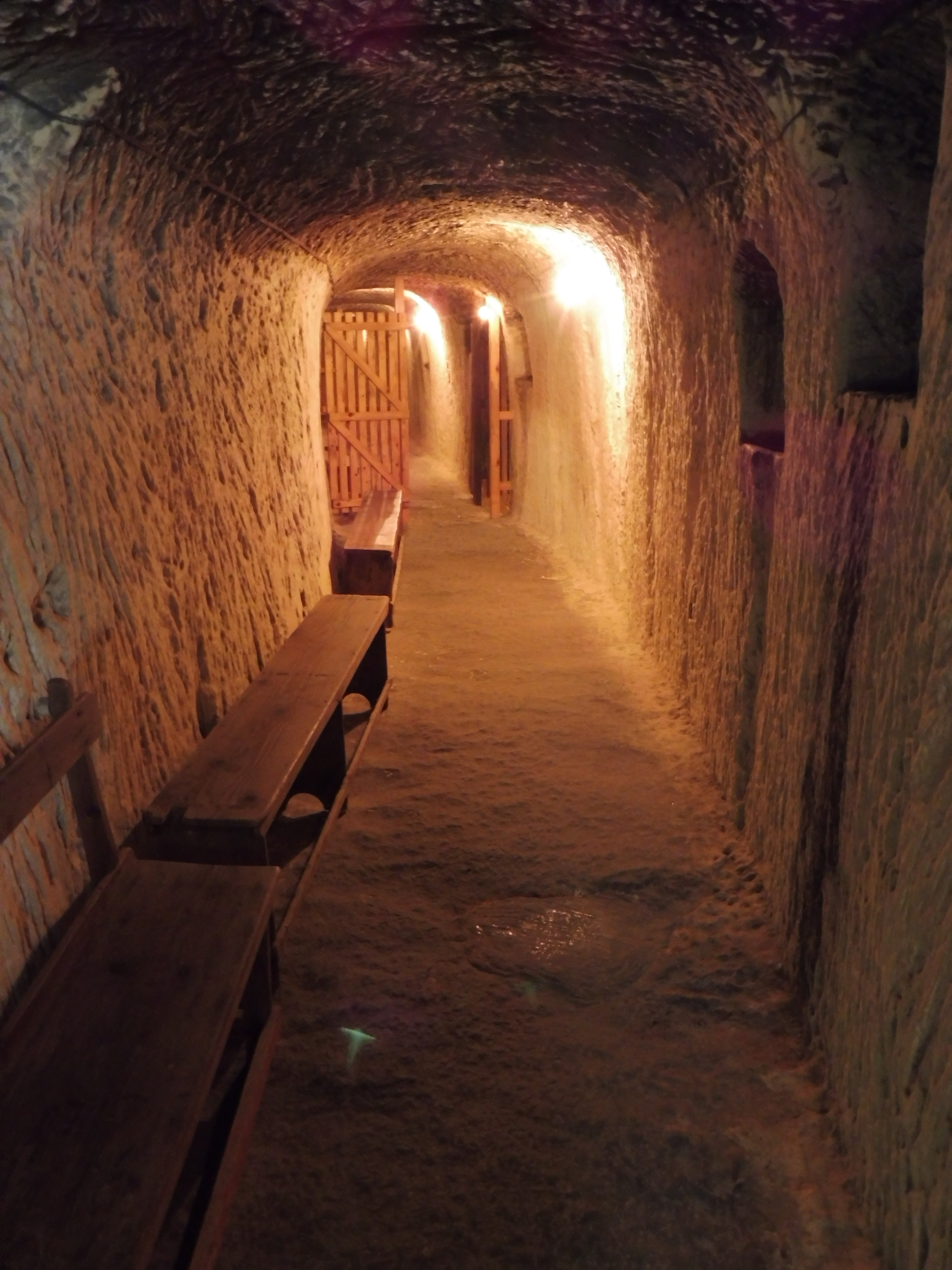
In den Fels gehauener Luftschutzstollen in Vittoriosa in Malta

Ein Luftschutzstollen, auch Stollenbunker genannt, ist ein unterirdischer Hohlraum, der in Kriegszeiten den Menschen als Schutzraum gegen Luftangriffe dient. Der Luftschutzstollen sollte nicht mit einem Deckungsgraben verwechselt werden. Luftschutzstollen zählten zu den bombensichersten Bunkern des Zweiten Weltkrieges. Gemäß einer Untersuchung im US Strategic Bombing Survey bewährten sich Luftschutzstollen, denn sie hielten zahlreichen Bombenvolltreffern stand, ohne dass einer der Bunkerinsassen verletzt wurde.

## Geschichtlicher Hintergrund

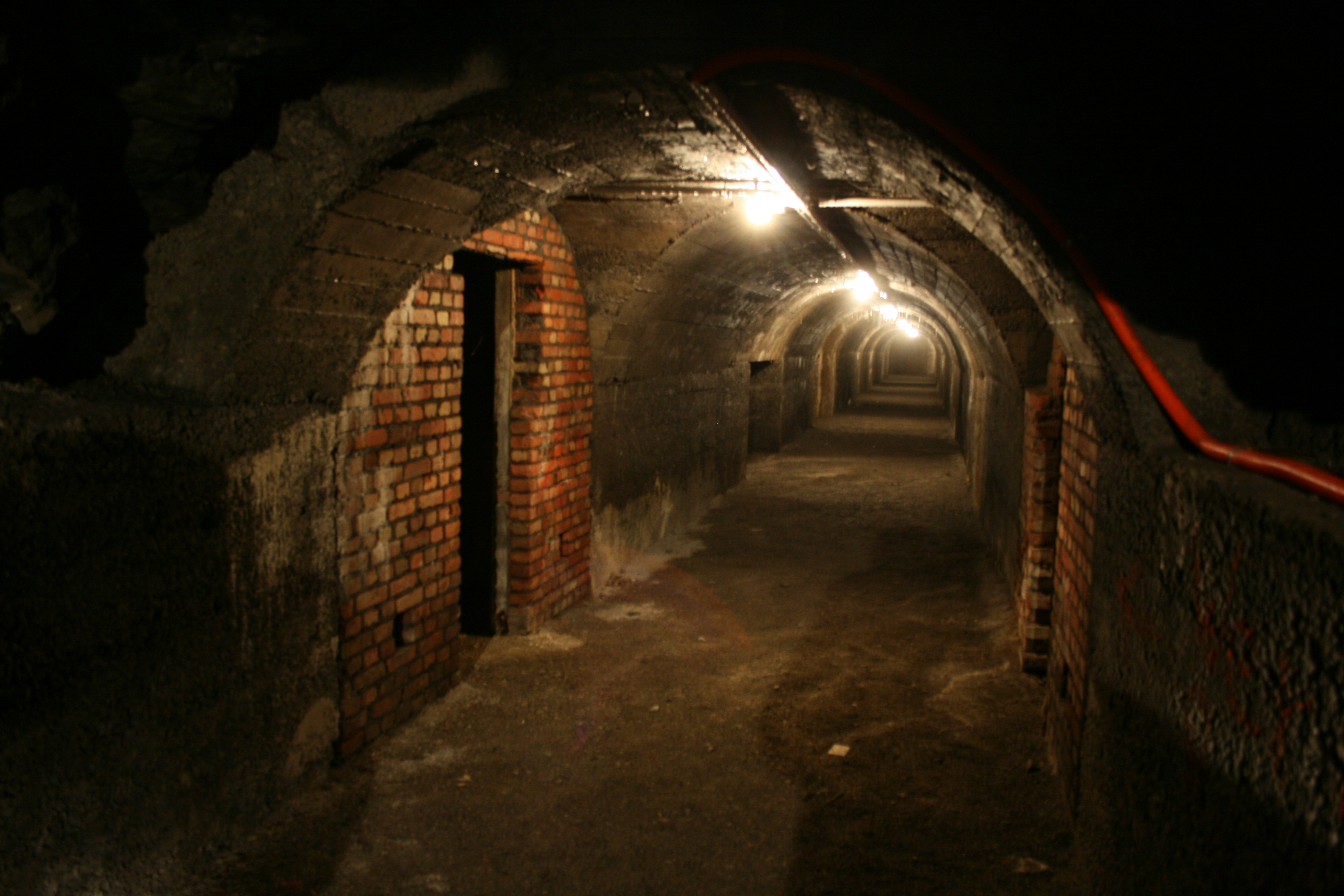
Ausgemauerter Luftschutzstollen

Im Jahr 1935 erließ die deutsche Reichsregierung das sogenannte Luftschutzgesetz mit Erweiterung im Jahr 1937, das den Bau von Luftschutzbaumaßnahmen bei geeigneten Gebäuden vorsah. Dies galt insbesondere für Neubauten und war für alle Städte bindend.
Aus Kostengründen und Mangel an Baumaterialien wurde dieses Gesetz in der Praxis nur sehr schleppend umgesetzt. Im Oktober des Jahres 1940 erging ein Befehl des Obersten Befehlshabers der Wehrmacht, der den verstärkten Bau von Luftschutzräumen für die Zivilbevölkerung vorsah. Im Jahr 1943 war in vielen Städten, wie beispielsweise Berlin, kaum noch Baumaterial für neue Bunkeranlagen verfügbar. Hier bot der Bau von Luftschutzstollen eine gute Alternative.
Im Juli des Jahres 1943 wurde eine Verordnung erlassen, die den Bau von Luftschutzstollen überall dort vorsah, wo es aufgrund der hydrologischen Verhältnisse möglich war. Es gab auch Regionen wie zum Beispiel in Graz, in denen relativ früh mit dem Bau von Luftschutzstollen begonnen wurde, allerdings verzögerte sich der weitere Fortbau im Verlauf des Krieges aus Kostengründen. Auch fehlte es hier an geeigneten Fachleuten und passenden Maschinen, um den Bau der Luftschutzstollen voranzutreiben. Der weitere Fortbau dieser Schutzstollen wurde erst im vorletzten Kriegsjahr wieder verstärkt. In bestimmten Bergbauregionen des Ruhrgebietes wurden auch alte, nicht mehr benötigte Bergbaustollen als Luftschutzstollen genutzt. In Eilenburg wurden ab 1943 die alten Bergkeller als Luftschutzbunker reaktiviert und boten bis zu 6.500 Personen Schutz.

## Erstellung und Aufbau

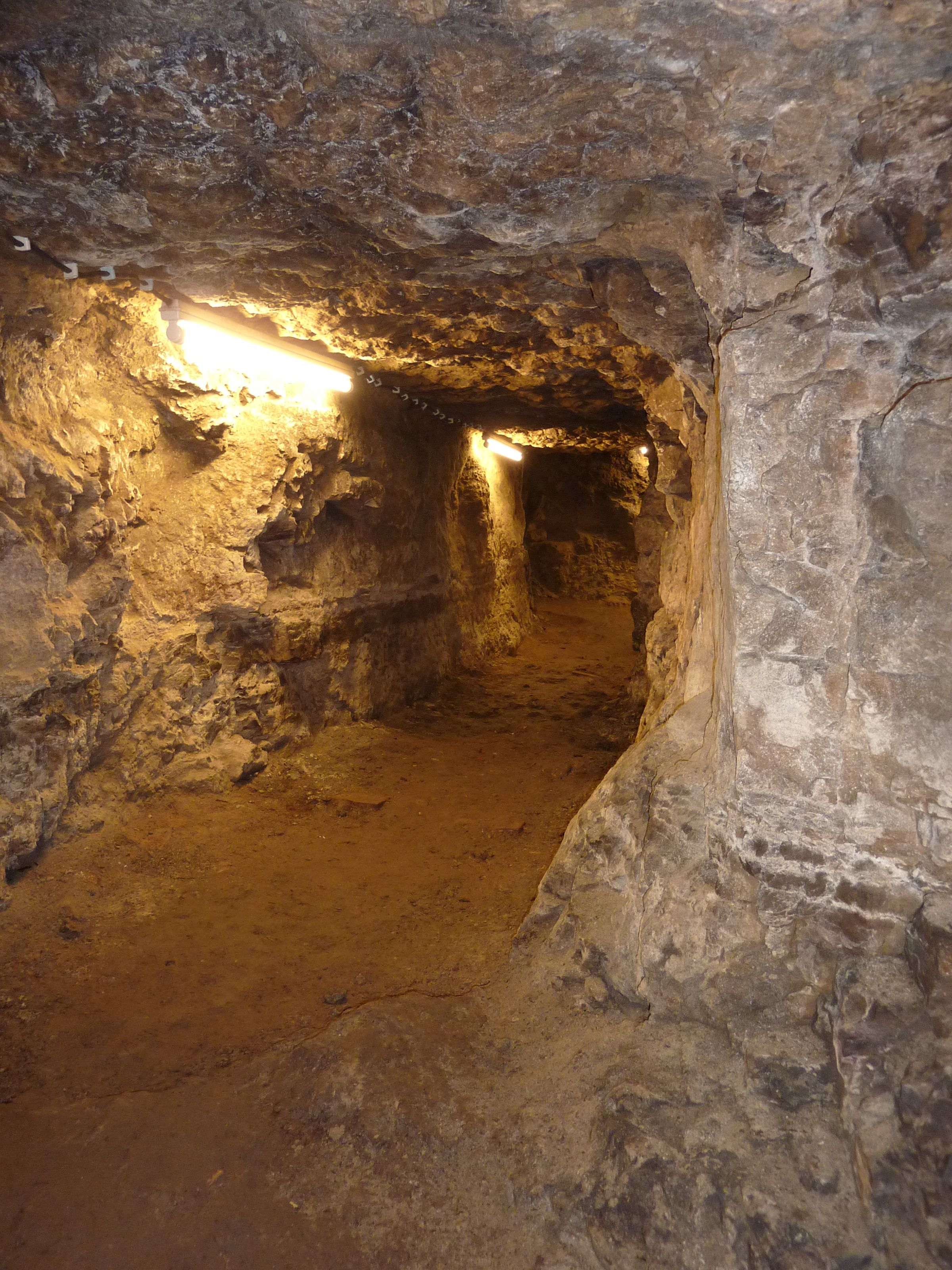
Luftschutzstollen ohne Ausbau

Grundsätzlich gibt es für den Bau von Luftschutzstollen zwei Möglichkeiten – entweder die Erstellung von Hangstollen oder den Bau von Tiefstollen. Hangstollen werden in Hanglagen bergmännisch waagerecht in den Berg hineingetrieben. Tiefstollen werden unterhalb der „normalen“ Erdoberfläche wie Bergbaustollen aufgefahren. Der Bau von Hangstollen ist weniger aufwändig als der Bau von Tiefstollen. Die Stollen wurden, je nach Geologie und örtlichen Gegebenheiten, entweder mit sicherndem Ausbau oder ungesichert erstellt.
Bei den ausgebauten Stollen wurde als Ausbautyp häufig der deutsche Türstock verwendet. Die zu sichernden Stollenabschnitte wurden, je nach örtlichen Verhältnissen, auch mit einer Mauerung aus starkem Ziegelsteinmauerwerk ausgebaut.
Wo es erforderlich war, wurden die Luftschutzstollen mit einer starken Wandung aus Stahlbeton ausgebaut. Wie und womit der Stollen letztendlich auszubauen war, richtete sich nach dem Gebirgsdruck. Gemäß den Bauvorschriften für Luftschutzstollen mussten die Stollen eine lichte Mindestbreite von 1,65 Metern bei einreihiger und eine lichte Mindestbreite von 2,3 Metern bei zweireihiger Sitzmöglichkeit haben.
Als nutzbare lichte Mindesthöhe sind 2,3 Meter zu berücksichtigen.
Die Stollen mussten so tief unterhalb der Erdoberfläche aufgefahren werden, dass eine schützende Schicht von zwölf Metern Erdreich über dem Stollen lag. Bei Hangstollen, die in unzerklüftetem und festem Felsen aufgefahren wurden, galt eine Überdeckung von sechs Metern als ausreichend.
In der Praxis erwies sich jedoch, dass es für einen ausreichenden Schutz vor Bombeneinwirkungen erforderlich war, eine Mindestüberdeckung von 15 Metern einzuhalten. Der jeweilige Luftschutzstollen musste mit mindestens zwei Zugängen versehen sein. Es gab Stollen, die mit sechs Eingängen versehen waren. Zusätzlich hatten manche Stollen noch mehrere Notausgänge, durch die man über Treppen oder eine Rampe ins Freie kam. Die Stolleneingänge waren gemauert oder aus verstärktem Stahlbeton erstellt.
Nach dem Stolleneingang folgte oftmals ein verwinkelter Zugangsstollen, der gemäß den Bauvorschriften mindestens dreimal geknickt sein musste, um die Bunkerinsassen vor Bombensplittern zu schützen. Zusätzlich war ein Teil der Stollen mit gassicheren Türen versehen, um die Insassen auch vor chemischen Kampfstoffen zu schützen. Je nach Anlage hatten die Stollen eine Länge von wenigen zehn Metern bis zu hundert Metern und darüber. Der weltweit größte Luftschutzstollen ist die Stollenanlage unter Dortmund mit einer Gesamtlänge von 4,8 Kilometern.

## Innenausstattung, Fassungsvermögen und Aufenthalt

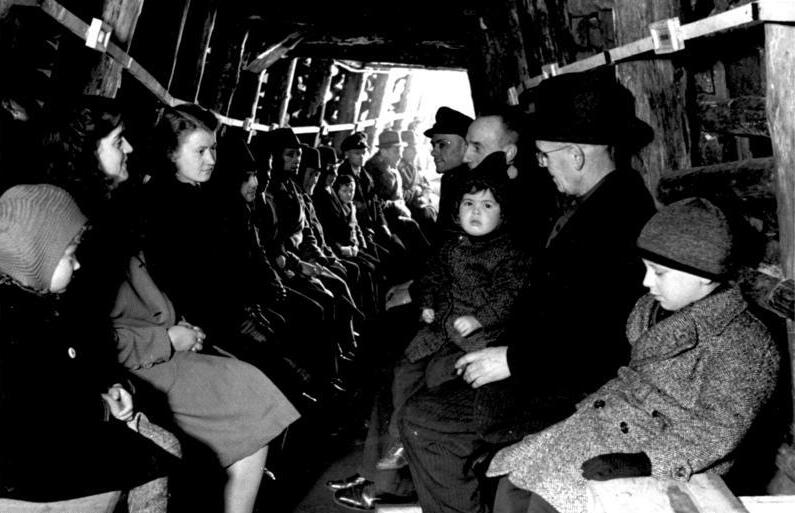
Luftschutzstollen während eines Fliegeralarms im Ruhrgebiet

Im Luftschutzstollen gab es Vorräume und Aufenthaltsräume. Je nach Ausführung des Stollens waren die Räume mit einer oder zwei gegenüberliegenden Bankreihen versehen. Die Stollenanlagen boten, je nach Größe des Stollenbunkers, Platz für bis zu 100 Personen. Es gab aber auch Stollenbunker, die für über 1000 Menschen vorgesehen waren.
In der Stollenanlage unter Dortmund war Platz für 80.000 bis 100.000 Menschen. Im Luftschutzstollen herrschte stets eine Temperatur von zehn Grad Celsius, beheizt wurden die kalten Stollen nicht. Die Menschen saßen dicht gedrängt in den Stollenbunkern. Pro laufendem Meter Stollen mussten sich, bei zweireihiger Sitzmöglichkeit, vier Menschen den Platz teilen. So eingeengt warteten die Menschen oftmals Stunden, manchmal sogar mehrere Tage, bis der Luftangriff vorüber war.
Aufgrund der Enge im Stollen wärmten sich die Menschen, trotz nicht vorhandener Heizung, teilweise durch ihre Körperwärme gegenseitig. Die Bunker waren mit einer Belüftungsanlage versehen, die in der Regel mit einer Haupt- und einer Schutzlüftung versehen war. Um die technischen Anlagen mit elektrischer Energie zu versorgen, gab es einen Maschinenraum mit entsprechender Technik. Es gab aber auch Stollenanlagen, die mit behelfsmäßigen Belüftungsschächten ausgestattet waren. Aufgrund der vielen Bunkerinsassen stieg die Luftfeuchtigkeit im Stollen an.
Die Stollenbunker waren in der Regel nur mit sehr einfachen sanitären Anlagen ausgestattet. Neben Toiletten gab es auch einige Waschbecken. Um bei Stromausfall das Abwasser aus dem Bunker befördern zu können, waren die Schmutzwasserhebeanlagen auch von Hand bedienbar. Teilweise dienten auch Eimer als Toilette oder man behalf sich in Tiefstollen mit Trockenaborten. Um bei eventuellen Rohrbrüchen den Stollen vor Überflutung zu schützen, war es vorgeschrieben, die vorhandenen Rohrleitungen mit Absperrschiebern zu versehen. In die Leitungen mussten zusätzliche Sammelgefäße integriert werden.

## Heutiger Zustand

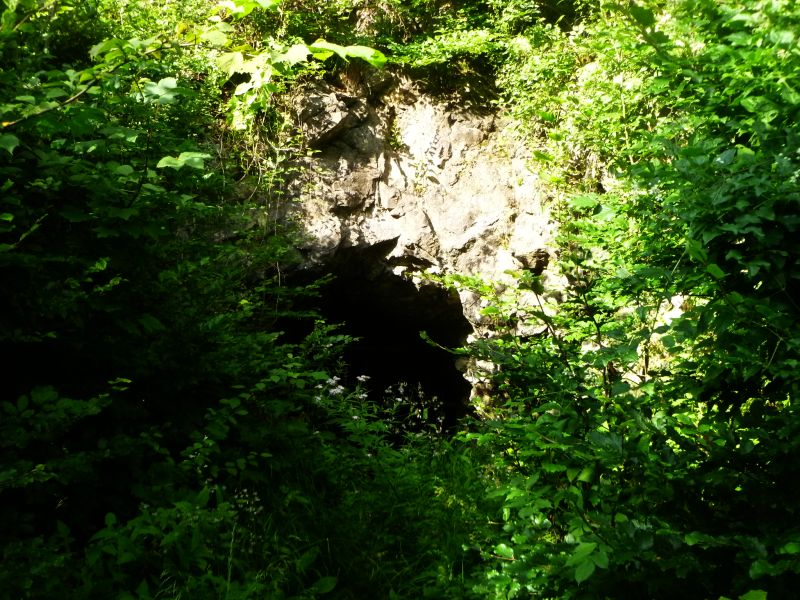
Erhaltener Eingang eines Hangstollens

Nach dem Kriegsende wurden die Luftschutzstollen nicht mehr benötigt und sich selbst überlassen, viele Stollen verfielen. Sie boten Fledermäusen einen Unterschlupf. Es gab aber auch Stollenbunker, die nach dem Krieg zivil weiter genutzt wurden. Man nutzte die Stollenanlagen teilweise, um Champignons zu züchten.
Es gibt auch alte Stollenbunker, die heute zu Führungen genutzt werden, so beispielsweise ein Teil des Luftschutzbunkersystems auf Helgoland, das die Sprengungsaktion von 1947 überstand. Andere Stollenbunker wurden später wegen Schimmelbefalls für die Öffentlichkeit gesperrt.
Im Laufe der Jahre verloren verschiedene Stollenanlagen ihre Standsicherheit und sind teilweise eingestürzt. Um die Bevölkerung vor Schaden durch diese eingestürzten Stollenanlagen zu schützen, müssen die Anlagen aufwändig untersucht, gesichert und mit geeigneten Materialien wie beispielsweise Beton, Dämmer oder Elektroflugasche verfüllt werden.